# 白頭血統
白頭血統（はくとうけっとう）または白頭山の血統（はくとうさんのけっとう）とは、朝鮮民主主義人民共和国（以下、北朝鮮）の初代最高指導者・金日成に連なる直系血統のこと。北朝鮮の歴代最高指導者である金日成・金正日・金正恩とその一族を神格化させるための用語でもある。

## 概要
北朝鮮は名目上は民主主義共和国ではあるものの、実態としては最高権力は君主・王室のように世襲であり、「国王」である最高権力者の一族もまた「王族」さながらの特権を持ち、「金王朝」（キムおうちょう）とも呼ばれる等、さながら絶対王政のような政治システムになっている。

白頭血統を引く最高指導者の家族について外国からは「金一族」（キムいちぞく）、「金ファミリー」（キムふぁみりー）、「ロイヤルファミリー」と呼ばれる。また、一族が北朝鮮の政治情勢に大きな影響力を持つことがあるため、その動向が北朝鮮国内の政府関係者や国際社会から注目されている。
ただし、最高指導者の親族といえども最高指導者から利害に反すると判断された者は粛清・暗殺される危険性が高く、実際に粛清・暗殺された例もある（例として李韓永・張成沢・金正男など）。

金日成（初代：1948-1994）
金正日（第2代：1994-2011）
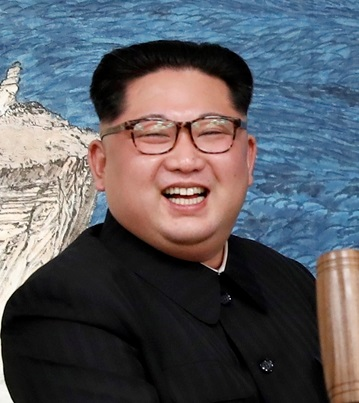
金正恩（第3代：2011-）

白頭山は北朝鮮では「革命の聖地」とも呼ばれ、金正日生誕の地とされる白頭山密営が保存されているが、これは伝説（創作）であり、実際の出生地はソビエト連邦（現:ロシア）の極東地域である。また、北朝鮮の憲法の更に上位に位置づけられる党の唯一思想体系確立の10大原則においても、2013年に改正されて以降共産主義の単語が消え、代わりに全社会の金日成・金正日主義化を朝鮮労働党の最高綱領としている。
更に金日成から始まる3代の血統のみならず、金日成の祖先に関しても、事実とは異なる伝説が北朝鮮において喧伝されている。